# Винфол (Северна Каролина)
Винфол (енгл. Winfall) град је у америчкој савезној држави Северна Каролина.

## Демографија
По попису из 2010. године број становника је 594, што је 40 (7,2%) становника више него 2000. године.
| Група             | 2000.       | 2010.       |
| Белци             | 340 (61,4%) | 336 (56,6%) |
| Афроамериканци    | 209 (37,7%) | 238 (40,1%) |
| Азијати           | 0 (0,0%)    | 5 (0,8%)    |
| Хиспаноамериканци | 3 (0,5%)    | 12 (2,0%)   |
| Укупно            | 554         | 594         |